# Alessandro
Alessandro (HWV 21) er en opera skrevet for Royal Academy of Music af Georg Friedrich Händel i 1726 til en libretto af Paolo Rolli. Librettoen er baseret på en historie af Ortensio Mauro med titlen La superbia d'Alessandro. Dette var den første opera, som Händel skrev for de to prima donne, Faustina Bordoni og Francesca Cuzzoni, der sang hhv. Rosane og Lisaura ved urpremieren. Händel gjorde brug af deres virkelige liv og professionelle rivalisering i sin behandling af historien. Ved uropførelsen var Francesco Bernardi også på rollelisten.
Händel havde oprindeligt planlagt Alessandro som sit første bidrag til sæsonen 1725-1726 på Royal Academy of Music. Men Bordoni kom ikke til London i tide til, at han kunne nå at iscenesætte Alessandro, hvorfor Händel fik sat Scipione op i marts og april 1726, indtil hun kom til byen. Alessandro fik sin førsteopførelse den 5. maj 1726 på King's Theatre i London.
Historien er bygget op omkring Alexander den Stores tur til Indien, hvor han møder Poro, kongen af Indien, som Händel i øvrigt skrev en anden opera om.

## Roller
| Rolle      | Stemmetype | Originalbesætning, 5. maj 1726 (Dirigent: Georg Friedrich Händel) |
| ---------- | ---------- | ----------------------------------------------------------------- |
| Alessandro | Altkastrat | Francesco Bernardi ("Senesino")                                   |
| Rossane    | Sopran     | Faustina Bordoni                                                  |
| Lisaura    | Sopran     | Francesca Cuzzoni                                                 |
| Tassile    |            | Antonio Baldi                                                     |
| Clito      | Bas        | Giuseppe Maria Boschi                                             |
| Leonato    | Tenor      | Luigi Antinori                                                    |
| Cleone     | Alt        | Anna Vincenza Dotti                                               |

## Synopsis
Alessandro kommer til at tro, at han er søn af guden Jupiter. Hans vrangforestilling er så stærk, at han kræver at blive tilbedt som en gud. Hans makedonske kaptajner konspirerer derfor for at helbrede ham for denne tro, men deres indsats er for svag. Imens konkurrerer Rossane og Lisaura om Alessandros kærlighed.

## Diskografi
- Deutsche Harmonia Mundi IC 157 16 9537 3: René Jacobs, Sophie Boulin, Isabelle Poulenard, Jean Nirouet, Stephen Varcoe, Guy de Mey, Ria Bollen. La Petite Bande, Sigiswald Kuijken (dirigent)[1]

## Links
- Partituret Arkiveret 18. januar 2022 hos  Wayback Machine til Alessandro (red. Friedrich Chrysander, Leipzig 1877)
- Librettoen Arkiveret 5. juni 2011 hos  Wayback Machine til Alessandro (på italiensk)